# Euginoma cylindrica
Euginoma cylindrica är en mossdjursart som beskrevs av Jean-Loup d'Hondt 1981. Euginoma cylindrica ingår i släktet Euginoma och familjen Cellariidae. Inga underarter finns listade i Catalogue of Life.